# 로저 말린슨과 로저 채프먼의 구조 사건
로저 몰린슨과 로저 채프먼의 구조는 1973년 8월 29일부터 9월 1일 사이에 그들의 빅커스 오셔닉스 소형 잠수정 피스키스 III가 아일랜드섬 연안 켈트해에서 1,575 피트 (480 미터) 깊이, 150 마일 (240 킬로미터) 해저에 갇힌 후 이루어졌다. 76시간 동안의 다국적 구조 노력은 역사상 가장 깊은 잠수정 구조 성공으로 기록되었다.‍

## 잠수정과 승무원
캐나다 상업용 잠수정 피스키스 III는 길이 20 피트, 너비 7 ft, 높이 11 ft (6 by 2 by 3 미터)였다.‍ 이 잠수정은 노스밴쿠버, 브리티시컬럼비아의 인터내셔널 하이드로다이내믹스에서 제작되었으며 1969년에 진수되었다. 피스키스 III는 원래 꼬리 지느러미를 가지고 있었지만, 빅커스 오셔닉스에서 잠수정을 구매하면서 접근성과 조작성을 개선하기 위해 제거되었다. 지느러미가 유지되었더라면, 1973년 사고를 일으킨 견인선이 잠수정의 기계 구역에 엉키는 것을 막았을 것이다.‍
피스키스 III는 1971년 시운전 중 밴쿠버만에서 한 번 침몰한 적이 있다. 1973년 사고 후 구조팀을 이끌게 될 빅커스 오셔닉스의 피터 메서비는 캐나다 국방부 잠수정 SDL-1에 의해 구조된 조종사 중 한 명이었다.‍
피스키스 III 잠수정의 승무원은 28세의 조종사 로저 채프먼(전 영국 해군 잠수함 승조원)과 35세의 엔지니어 겸 선임 조종사 로저 몰린슨이었다. 채프먼은 시력 문제로 영국 해군에서 의병 전역했다.‍

## 사고
1973년 8월 29일 수요일 새벽, 채프먼과 몰린슨은 피스키스 III의 일상적인 잠수, 다이빙 325를 시작했다. 그들은 아일랜드 남부 코크에서 남서쪽으로 약 150 마일 (130 해리; 240 킬로미터) 떨어진 해저에 대서양 횡단 전화 케이블을 깔고 있었다. 그들의 임무는 지름 six-피트 (two-미터)의 잠수정 안에서 8시간 교대로 작업하는 것이었다. 잠수정은 물 분사를 사용하여 진흙을 액화시켜 케이블을 깔고 다시 덮었다. 잠수정은 보통 1,600 피트 (500 미터) 깊이에 도달하는 데 약 40 분이 걸렸다.‍
몰린슨에게 이 잠수는 특히 피로했는데, 그는 잠수정의 고장 난 매니퓰레이터를 수리하는 데 하루 이상을 보냈기 때문이다. 수리 중에 그는 산소통을 새 것으로 교체했다.‍ 각 잠수 중 조종사들은 40 분마다 재호흡기 팬을 켜서 공기 중 이산화탄소를 제거하고 추가 산소를 공급해야 했다. 또한 그들은 모든 잠수 중에 영상 기록을 유지했다.‍
오전 9시 직후, 잠수정이 견인선으로 물 밖으로 들어 올려져 배 위로 돌아오려는 순간, 기계와 오일 저장고가 들어 있는 잠수정의 독립된 부분인 선미 구역에서 침수 경보가 울렸다. 견인선이 선미 구역 해치에 엉켜 해치를 강제로 열었던 것으로 보였다. 승무원들은 피스키스 III가 전복되어 다시 해저로 가라앉기 시작하면서 후방 칸으로 물이 들어오는 소리를 들었다. 선미 구역에는 1 tonne (1.1 톤) 이상의 물이 완전히 차 있었다.‍
175 ft (55 m) 지점에서 잠수정은 나일론 견인선의 최대 길이로 묶여 멈췄다. 승무원들은 밧줄이 끊어질 때까지 해류에 흔들렸다. 조종사들은 즉시 모든 전기 시스템을 껐고, 잠수정은 완전한 암흑에 잠겼다. 그들은 또한 하강하면서 400 lb (180 kg)의 납 밸러스트 중량을 풀 수 있었다. 그들은 오전 9시 30분에 해저에 충돌했으며, 나중에 속도는 40 mph (20 m/s; 65 km/h)로 추정되었다.‍

## 초기 접촉
승무원들은 손전등을 사용하여 주변을 살피고 모함에 연락하여 상황을 보고할 수 있었다. 몰린슨이 채운 가득 찬 산소통은 약 72 시간 동안 사용할 수 있었지만, 이미 8시간이 사용되어 64 시간이 남아 있었다.‍
몰린슨과 채프먼은 처음 몇 시간을 잠수정을 거의 거꾸로 된 상태에서 정리하는 데 보냈다. 그들은 모든 수밀 문에서 누수가 있는지 확인하고 구조를 준비했다. 산소를 보존하기 위해 그들은 가능한 한 신체적 노력을 적게 해야 했고, 심지어 말하는 것도 자제했다. 그들은 오염된 공기가 가라앉는 것을 피하기 위해 가능한 한 높은 곳에 최대한 편안하게 자리 잡았다.‍
조종사들은 샌드위치 한 개와 레모네이드 한 캔만 가지고 있었다. 그들은 또한 산소를 절약하기 위해 공기 중 이산화탄소가 정상적인 40 분을 넘어 축적되도록 허용하기로 결정했는데, 이는 두 남자 모두에게 무기력증과 졸음을 유발했다.‍

## 구조 노력 시작

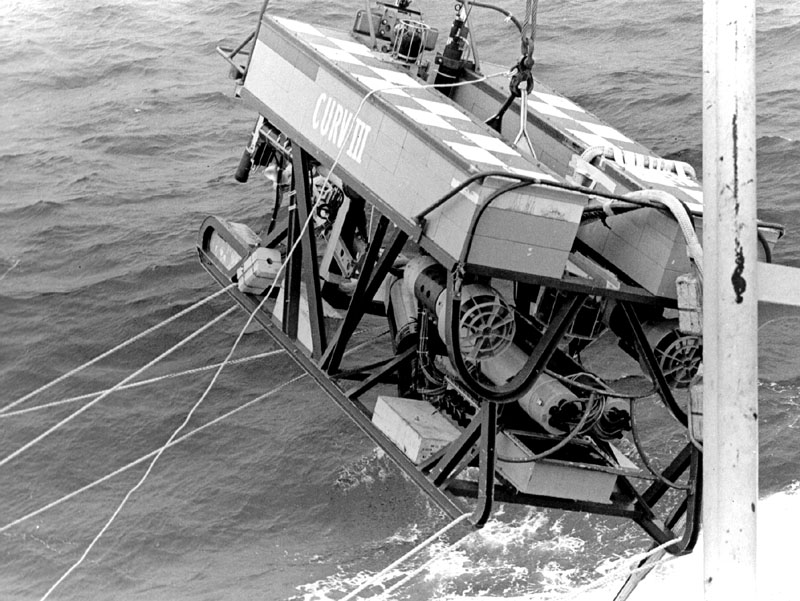
피스키스 III 구조 중 미국 해군 CURV-III

오전 10시 35분, 지원선 빅커스 벤처러는 당시 북해에 있었으며, 잠수정 피스키스 II를 싣고 가장 가까운 항구로 돌아오라는 명령을 받았다(피스키스 II는 제거되어 아일랜드로 항공 운송될 수 있었다). 또한 정오에는 영국 해군 조사선 HMS 헤카테가 특수 밧줄로 지원하기 위해 사고 현장으로 향했다. 미국 해군은 캘리포니아에서 보내진 통제 수중 회수정(CURV-III)이라고 불리는 미국 해군 구조국 소유의 잠수정을 제공했으며, 캐나다 해안 경비대 함선 존 캐벗은 스완지에서 출항했다.‍
8월 30일 목요일, 빅커스 보이저호는 오후 8시 15분에 코크 항구에 도착하여 밤새 비행기로 운반된 잠수정 피스키스 II와 피스키스 V를 실었다. 배는 오후 10시 30분에 코크를 떠났다.‍
8월 31일 금요일 오전 2시, 빅커스 보이저호는 현장에 도착하여 폴리프로필렌 밧줄이 달린 피스키스 II를 발사했다. 그러나 인양 밧줄이 매니퓰레이터 팔에서 풀려 잠수정은 수리를 위해 수면으로 돌아와야 했다. 피스키스 V가 추락한 피스키스 III를 찾는 시도는 실패했고 전력이 소모된 후 수면으로 돌아왔다.‍ 재출발한 피스키스 V는 더 성공적이었고 오후 12시 44분에 승무원을 발견했다. 그러나 밧줄을 부착하려는 시도는 실패했다. 피스키스 V는 이제 조난당한 피스키스 III와 함께 남아 있었다. 피스키스 II를 다시 내려보내려던 시도는 누수로 인해 취소되어야 했다.‍
존 캐벗호에 탑승한 새로 도착한 CURV-III조차도 전기 고장으로 인해 발사할 수 없었다. 자정 직후 피스키스 V는 수면으로 올라오라는 명령을 받았고, 피스키스 III의 남자들은 다시 혼자 남겨졌다. 그들은 산소와 잠수정 내부의 악화되는 공기에서 이산화탄소를 제거할 수 있는 수산화리튬이 모두 부족해지고 있었다.‍ 두 남자 모두 춥고 젖었으며 심한 두통에 시달렸다.‍

## 구조
피스키스 III의 구조 작전은 9월 1일 토요일 일찍 시작되었다. 구조 잠수정 피스키스 II는 오전 4시 2분에 전개되었고, 한 시간여 만인 오전 5시 5분에는 특별히 제작된 toggle 폴리프로필렌 견인 로프를 조난당한 피스키스 III의 후방 구역에 성공적으로 부착했다.‍
원격 조종 수중 비행체인 CURV-III도 작전에 합류했다. 오전 10시 35분에 또 다른 견인 로프를 좌초된 잠수정에 고정시키는 데 성공했다.‍ 이 시점에서 피스키스 III의 승무원은 배에 남아 있던 유일한 식량과 음료를 섭취했다.‍
피스키스 III의 인양은 오전 10시 50분에 시작되었다. 이 과정에서 잠수정은 크게 흔들려 승무원들의 방향 감각을 더욱 혼란스럽게 했다. CURV-III를 풀기 위해 350 ft (100 m) 깊이에서 인양이 일시적으로 중단되었다. 100 ft (30 m)에서는 잠수사들이 더 무거운 인양 케이블을 잠수정에 부착할 수 있도록 인양 과정이 다시 중지되었다.‍

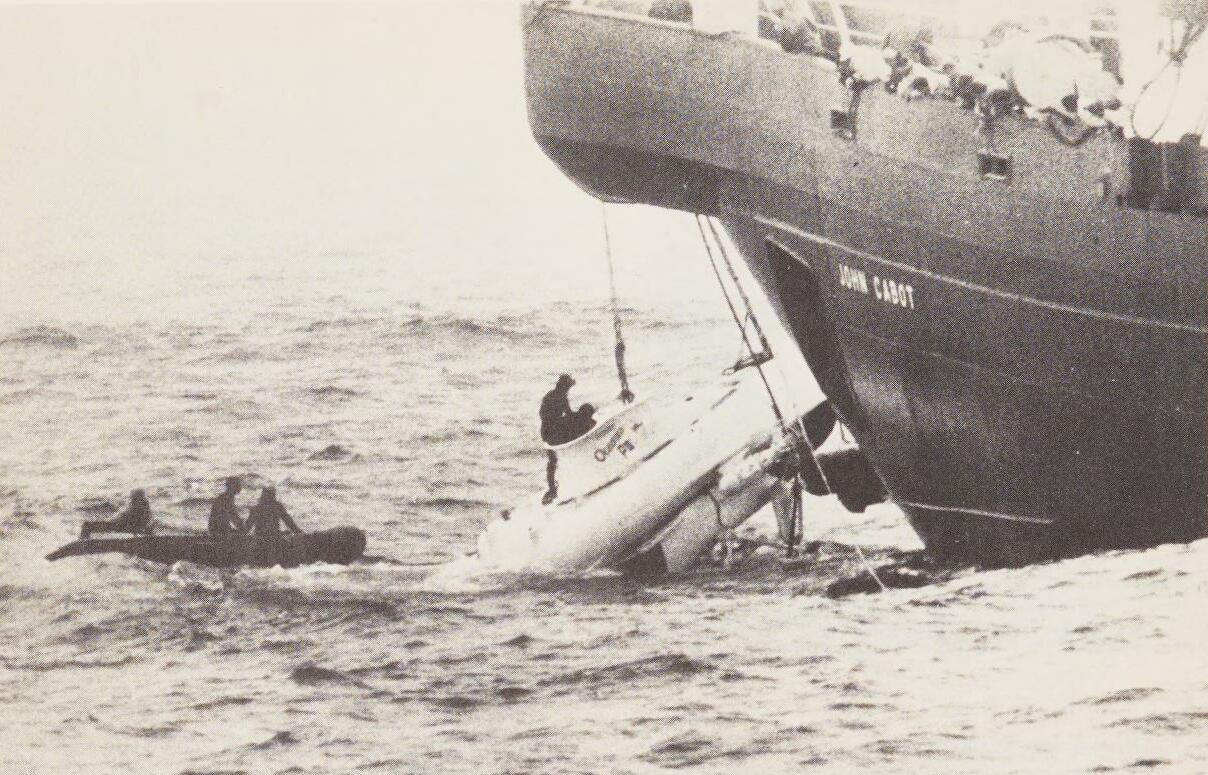
피스키스 III 구조 중 CCGS 존 캐벗

오후 1시 17분, 피스키스 III가 마침내 수면 위로 떠올랐다. 잠수사들은 즉시 해치를 열어 잠수정 안으로 신선한 공기가 들어오도록 시도했다. 그러나 이를 달성하는 데 거의 30 분이 추가로 걸렸다.‍ 해치가 마침내 열렸을 때, 두 승무원은 총 84 시간 30 분 동안 갇혀 있었기에 빠져나오는 데 어려움을 겪었다. 이후 평가 결과 피스키스 III에는 단 12 분 분량의 산소만 남아 있었다는 것이 밝혀졌다.‍ 아슬아슬했던 순간을 회상하며, 작가 R. 프랭크 버스비는 나중에 "... 피스키스 III의 승무원들은 코크에서 150 마일이 아니라 250 마일 떨어져 있지 않았다는 것에 감사할 수 있다"고 말했다.‍
1975년, 채프먼은 자신의 저서 《No Time on Our Side》에서 자신의 구조에 대한 이야기를 출판했다.‍

## BBC 드라마화
로저 채프먼의 책을 바탕으로 제임스 폴렛이 라디오 포를 위해 각색한 《No Time on Our Side》는 1976년 6월 2일 처음 방송되었다.‍ 또한 BBC One의 시리즈 《삶의 위기(Life at Stake)》의 한 에피소드인 "피스키스 III의 조난 신호"는 1978년 2월 24일 방영되었다.‍틀:User-generated inline

## 영화 각색
2013년 8월, 구조 사건을 다룬 영화가 제작 중이며, 주드 로와 이완 맥그리거가 출연할 가능성이 있다고 발표되었다.‍ 2021년 7월, 마크 고든 픽쳐스는 구조를 다룬 스티븐 맥긴티의 책 《더 다이브(The Dive)》를 영화로 각색할 권리를 획득했다.‍

## 같이 보기
- LR5— 로저 채프먼이 설계한 구조용 잠수정‍[19]
- 타이탄 잠수정 내파 사고

### 내용주
1. ↑  Chapman 1975, 67쪽.
2. 1 2  Scott, David (1974). 《Way out machines lay new high-traffic cable》. 《Popular Science》 204. 82–85쪽. 2014년 2월 4일에 확인함 – Google Books 경유.
3. ↑  Alexiou, Arthur E. (1974). 〈Ocean〉. 《The World Book Year Book 1974》 (영어). Chicago: Field Enterprises Educational Corporation. 426쪽. ISBN 0-7166-0474-4. LCCN 62-4818.
4. ↑  Ellis, Richard (1998). 《Deep Atlantic: Life, Death, and Exploration in the Abyss》. New York: The Lyons Press. 77–78쪽. ISBN 1-55821-663-4. OCLC 39546485.
5. 1 2 3 4 5 6 7 8 9 10 11 12 13 14 15 16 17 18 19 20  Barford, Vanessa (2013년 8월 29일). “Pisces III: A dramatic underwater rescue”. 《BBC News Magazine》. 2021년 9월 1일에 원본 문서에서 보존된 문서. 2014년 2월 13일에 확인함.
6. ↑  Busby 1976, 185, 379–381쪽.
7. ↑  Chapman 1975, 84쪽.
8. ↑  Busby 1976, 688쪽.
9. ↑  Chapman 1975, 13, 115쪽.
10. 1 2  Chapman 1975, 46–55쪽.
11. ↑  Chapman 1975, 56–60쪽.
12. ↑  Chapman 1975, 60–62, 166쪽.
13. ↑  Chapman 1975, 70, 105쪽.
14. ↑  Chapman 1975, 67–68, 166쪽.
15. 1 2  Chapman 1975, 167쪽.
16. ↑  Chapman 1975, 104, 111, 128쪽.
17. 1 2 3  Chapman 1975, 168쪽.
18. ↑  Chapman 1975, 141–145, 168쪽.
19. 1 2  Mendick, Robert (2000년 8월 20일). “Atlantic drama gave victim idea for LR5”. 《인디펜던트》. 2014년 2월 24일에 원본 문서에서 보존된 문서. 2014년 2월 6일에 확인함.
20. ↑  Busby 1976, 709쪽.
21. 1 2  Chapman 1975.
22. ↑  “Mayday for Pisces III”. 《인터넷 영화 데이터베이스》. 1978년 2월 24일. 2021년 9월 2일에 원본 문서에서 보존된 문서. 2023년 6월 20일에 확인함.
23. ↑  “Jude Law, Ewan McGregor linked to Cumbrian man's sub rescue film”. 《뉴스 & 스타》. 29 August 2013.  2 February 2014에 원본 문서에서 보존된 문서. 30 January 2014에 확인함.
24. ↑  O'Brien, Shane (2021년 6월 11일). “Submarine rescue off Irish coast 50 years ago to be made into action movie”. 《Irish Central》 (영어). 2021년 9월 1일에 원본 문서에서 보존된 문서. 2021년 9월 1일에 확인함.

## 더 읽어보기
- McGinty, Stephen (2021). 《The Dive: The Untold Story of the World's Deepest Submarine Rescue》. 뉴욕: 페가수스 북스. ISBN 978-1-64313-746-9. OCLC 1202305663.